# Cuverville (Calvados)
Pour les articles homonymes, voir Cuverville.
Cuverville est une commune française, située dans le département du Calvados en région Normandie, peuplée de 2 273 habitants.

## Géographie

### Localisation
Cuverville se situe dans la banlieue est de Caen à 10 km de la capitale bas-normande. La commune, peuplée de 2 273 habitants sur une superficie de 2,01 km2, a une densité de 1 130 habitants par km2. Elle est la commune la moins étendue du canton de Troarn. Géographiquement, Cuverville fait partie de la plaine de Caen.
| Colombelles            | Escoville  | Escoville               |
| Colombelles            | Cuverville | Touffréville            |
| Giberville, Démouville | Démouville | Sannerville, Démouville |

### Voies de communication et transports
Cuverville est desservie par les lignes 11, 11 express, 112 et F3 des transports en commun de l'agglomération caennaise. Elle est traversée au nord par la route départementale 226.

### Hydrographie
La commune est située dans le bassin Seine-Normandie. Elle n'est drainée par aucun cours d'eau,.

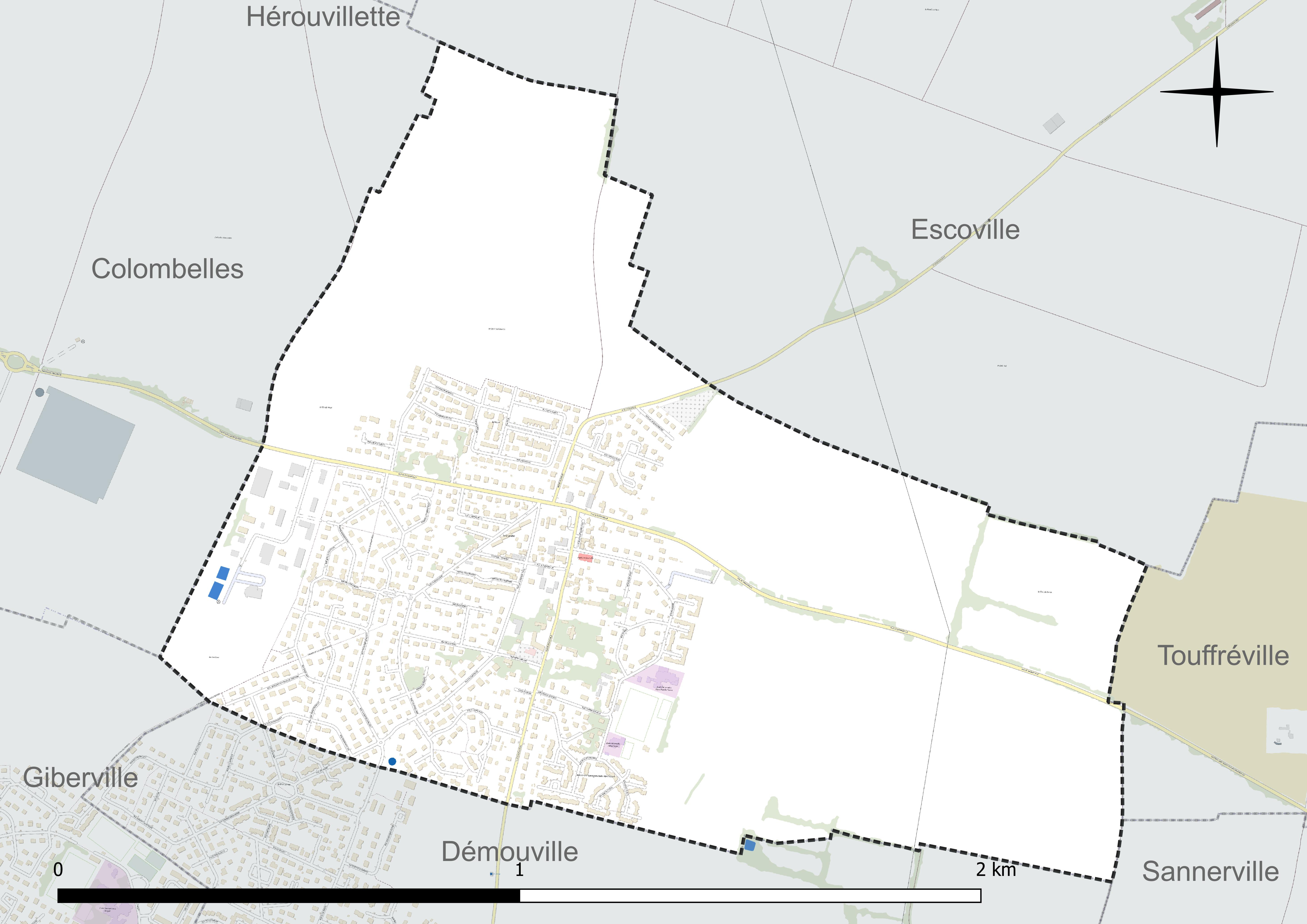
Réseau hydrographique de Cuverville.

### Climat
Pour des articles plus généraux, voir Climat de la Normandie et Climat du Calvados.
En 2010, le climat de la commune est de type climat océanique altéré, selon une étude du CNRS s'appuyant sur une série de données couvrant la période 1971-2000. En 2020, Météo-France publie une typologie des climats de la France métropolitaine dans laquelle la commune est exposée à un climat océanique et est dans la région climatique Normandie (Cotentin, Orne), caractérisée par une pluviométrie relativement élevée (850 mm/a) et un été frais (15,5 °C) et venté. Parallèlement le GIEC normand, un groupe régional d'experts sur le climat, différencie quant à lui, dans une étude de 2020, trois grands types de climats pour la région Normandie, nuancés à une échelle plus fine par les facteurs géographiques locaux. La commune est, selon ce zonage, exposée à un « climat des plateaux abrités », correspondant à la plaine agricole de Caen à Falaise, sous le vent des collines de Normandie et proche de la mer, se caractérisant par une pluviométrie et des contraintes thermiques modérées.
Pour la période 1971-2000, la température annuelle moyenne est de 10,6 °C, avec  une amplitude thermique annuelle de 12,1 °C. Le cumul annuel moyen de précipitations est de 652 mm, avec 11,4 jours de précipitations en janvier et 7 jours en juillet. Pour la période 1991-2020, la température moyenne annuelle observée sur la station météorologique la plus proche, située sur la commune de Sallenelles à 9 km à vol d'oiseau, est de 11,8 °C et le cumul annuel moyen de précipitations est de 735,8 mm,. Pour l'avenir, les paramètres climatiques de la commune estimés pour 2050 selon différents scénarios d'émission de gaz à effet de serre sont consultables sur un site dédié publié par Météo-France en novembre 2022.

## Urbanisme

### Typologie
Au 1er janvier 2024, Cuverville est catégorisée grand centre urbain, selon la nouvelle grille communale de densité à 7 niveaux définie par l'Insee en 2022.
Elle appartient à l'unité urbaine de Caen, une agglomération intra-départementale dont elle est une commune de la banlieue,. Par ailleurs la commune fait partie de l'aire d'attraction de Caen, dont elle est une commune du pôle principal,. Cette aire, qui regroupe 296 communes, est catégorisée dans les aires de 200 000 à moins de 700 000 habitants,.

### Occupation des sols
L'occupation des sols de la commune, telle qu'elle ressort de la base de données européenne d'occupation biophysique des sols Corine Land Cover (CLC), est marquée par l'importance des territoires agricoles (63,5 % en 2018), en diminution par rapport à 1990 (76,3 %). La répartition détaillée en 2018 est la suivante : 
terres arables (63,5 %), zones urbanisées (36,3 %), mines, décharges et chantiers (0,2 %). L'évolution de l'occupation des sols de la commune et de ses infrastructures peut être observée sur les différentes représentations cartographiques du territoire : la carte de Cassini (XVIIIe siècle), la carte d'état-major (1820-1866) et les cartes ou photos aériennes de l'IGN pour la période actuelle (1950 à aujourd'hui).

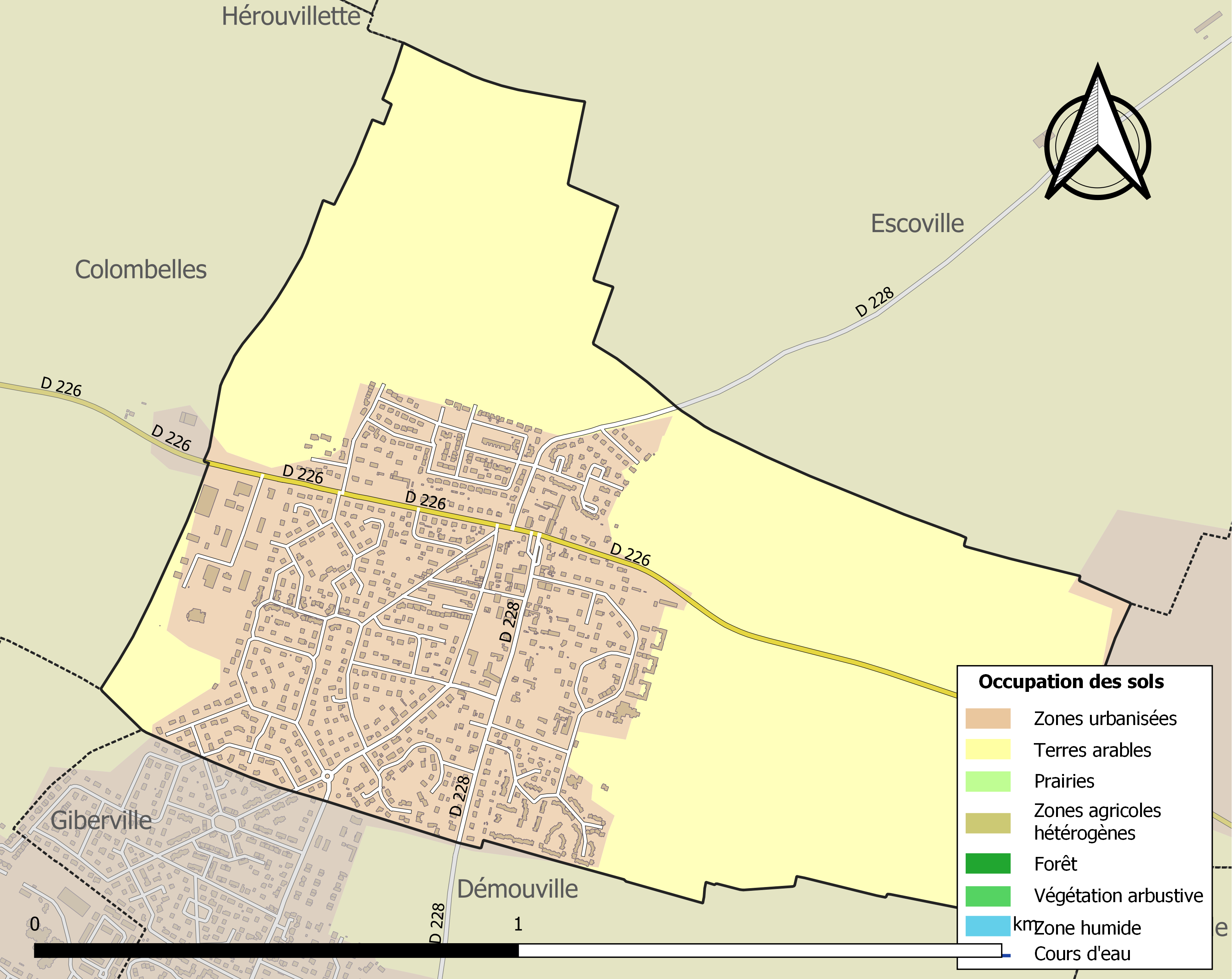
Carte des infrastructures et de l'occupation des sols de la commune en 2018 (CLC).

## Toponymie
Le nom de la localité est attesté sous la forme Culvert villa en 1066 (Fauroux 231) ; Cuverti villa en 1082 (Lucien Musset, Abbaye Caennaise, 8) ; Culvertivilla (sans date, Archives du Calvados, H 7803) ; Cuvervilla en 1170 (idem, H 7807) ; Cuverville la Grosse Tour (Cassini),,.
Il s'agit d'un type toponymique médiéval en -ville au sens ancien de « domaine rural », le premier élément est un anthroponyme selon le cas général pour ce type de formation toponymique.
L'identification du premier élément Cuver- pose un problème et les avis des toponymistes qui se sont penchés sur la question, divergent.
François de Beaurepaire et à sa suite René Lepelley ont proposé le nom de personne anglo-saxon *Culvert, (non attesté en l'état des sources), variante du scandinave Chilvert, que l'on retrouve dans les autres Cuverville, tous situés en Normandie dans la zone de diffusion de la toponymie anglo-scandinave. Il acquiert le statut de nom de personne attesté chez Jean Renaud qui cite le nom anglo-scandinave Culvert. Alors qu'il revient parfois par ailleurs sur des propositions antérieures, F. de Beaurepaire confirme son hypothèse initiale dans un ouvrage plus récent.
Cette hypothèse repose principalement sur les formes anciennes des différents Cuverville : Cuverville (Eure, Culvertivilla 1028 - 1033) ; Cuverville (Seine-Maritime, Culvertvilla XIIe siècle), Cuverville-sur-Yères (Seine-Maritime, Culverti villam 1034), sur la diffusion uniquement normande de ce type toponymique, sur leur localisation dans la zone des noms de lieux anglo-scandinaves et sur les nombreux toponymes anglais contenant l'élément Culvert-, comme Culverthorpe ; Kilwardby (Culvertebi vers 1125) ; Culverton, etc. Cependant, il semble que le nom de personne scandinave *Chilvert ne soit pas attesté et que le patronyme britannique Kilvert soit issu de l'anglo-saxon *Cylferð, forme contractée de *Cytelferð, adaptation du nom de personne scandinave Kætilfríðr (féminin).
En revanche, Ernest Nègre fait procéder l'élément Cuver- directement du bas latin collibertus « affranchi, serf » dans sa rubrique Institution, suivant en cela Albert Dauzat qui le fait venir de cuilvert « serf, colon » (variante de culvert), lui-aussi issu de collibertus. Ces deux explications appellent plusieurs remarques : il n'existe aucune mention ancienne d'un Cuverville normand en *Colliberti villa et aucune antérieurement à la fondation du duché de Normandie, ensuite, le mot culvert / cuilvert pose un certain nombre de problèmes étymologiques et sémantiques. D'autre part, le servage a très tôt disparu en Normandie. 
Il est cependant possible que la latinisation en Culverti / Culverti- (génitif) de l'anglo-saxon *Cylferð ait été facilitée par l'existence du nom commun culvert, dont la plupart des clercs ignoraient l'étymologie par ailleurs.
Dès le début du XVIIIe siècle, les registres paroissiaux mentionnent Cuverville dite « la Grosse Tour », peut-être comme le dit Arcisse de Caumont, à cause de sa tour se terminant en plate-forme.
Le gentilé est Cuvervillais.

## Histoire
L'église du XIIIe siècle est sous l'invocation de Notre-Dame « des Sept-Douleurs ».
La seigneurie de Cuverville appartient successivement aux familles Descoville, Benoit, Ménard de la Ménardière, d'Acher (1630).

## Politique et administration
| Période                                  | Période                         | Identité                  | Étiquette | Qualité                                   |
| ---------------------------------------- | ------------------------------- | ------------------------- | --------- | ----------------------------------------- |
| ?                                        | mars 1955 (décès)               | Alfred Richer (1891-1955) |           | Croix de guerre 14-18                     |
| 1955                                     | mars 1965                       | Roland Hébert (1913-1995) |           | Agriculteur, ancien mécanicien diéséliste |
| mars 1965                                | juin 1995                       | Alexandre Guilloux        | PS        | Chevalier des Palmes académiques (1992)   |
| juin 1995                                | octobre 2003 (démission)        | Jacques Jamet             | DVG       | Retraité de l'éducation sportive          |
| octobre 2003                             | mars 2008                       | Daniel Chesnel            | DVG       | Conseiller vérificateur à la CTAC         |
| mars 2008                                | mai 2020                        | Ernest Hardel             | PS        | Conseiller agricole retraité              |
| mai 2020                                 | En cours (au 20 septembre 2022) | Catherine Aubert          | SE-DVG    | Chargée de mission communication          |
| Les données manquantes sont à compléter. |                                 |                           |           |                                           |

Le conseil municipal est composé de dix-neuf membres dont le maire et quatre adjoints.

## Démographie
L'évolution du nombre d'habitants est connue à travers les recensements de la population effectués dans la commune depuis 1793. Pour les communes de moins de 10 000 habitants, une enquête de recensement portant sur toute la population est réalisée tous les cinq ans, les populations de référence des années intermédiaires étant quant à elles estimées par interpolation ou extrapolation. Pour la commune, le premier recensement exhaustif entrant dans le cadre du nouveau dispositif a été réalisé en 2007.
En 2022, la commune comptait 2 273 habitants, en évolution de +8,5 % par rapport à 2016 (Calvados : +1,58 %, France hors Mayotte : +2,11 %).
Rurale jusqu'à la fin des années 1950, la commune est devenue périurbaine de Caen, décuplant sa population en quarante ans.
| 1793 | 1800 | 1806 | 1821 | 1831 | 1841 | 1846 | 1851 | 1856 |
| ---- | ---- | ---- | ---- | ---- | ---- | ---- | ---- | ---- |
| 169  | 157  | 141  | 145  | 150  | 150  | 156  | 145  | 128  |

| 1861 | 1866 | 1872 | 1876 | 1881 | 1886 | 1891 | 1896 | 1901 |
| ---- | ---- | ---- | ---- | ---- | ---- | ---- | ---- | ---- |
| 134  | 135  | 121  | 121  | 113  | 109  | 116  | 115  | 109  |

| 1906 | 1911 | 1921 | 1926 | 1931 | 1936 | 1946 | 1954 | 1962 |
| ---- | ---- | ---- | ---- | ---- | ---- | ---- | ---- | ---- |
| 112  | 93   | 124  | 130  | 149  | 151  | 105  | 186  | 273  |

| 1968 | 1975 | 1982  | 1990  | 1999  | 2006  | 2007  | 2012  | 2017  |
| ---- | ---- | ----- | ----- | ----- | ----- | ----- | ----- | ----- |
| 441  | 517  | 1 044 | 1 314 | 1 779 | 2 000 | 2 031 | 2 044 | 2 130 |

| 2022  | - | - | - | - | - | - | - | - |
| ----- | - | - | - | - | - | - | - | - |
| 2 273 | - | - | - | - | - | - | - | - |

## Lieux et monuments
- Église Notre-Dame-des-Sept-Douleurs (XIIe-XIIIe-XVe-XVIe) qui fait l'objet d'une inscription au titre des monuments historiques depuis le 13 avril 1933[40].

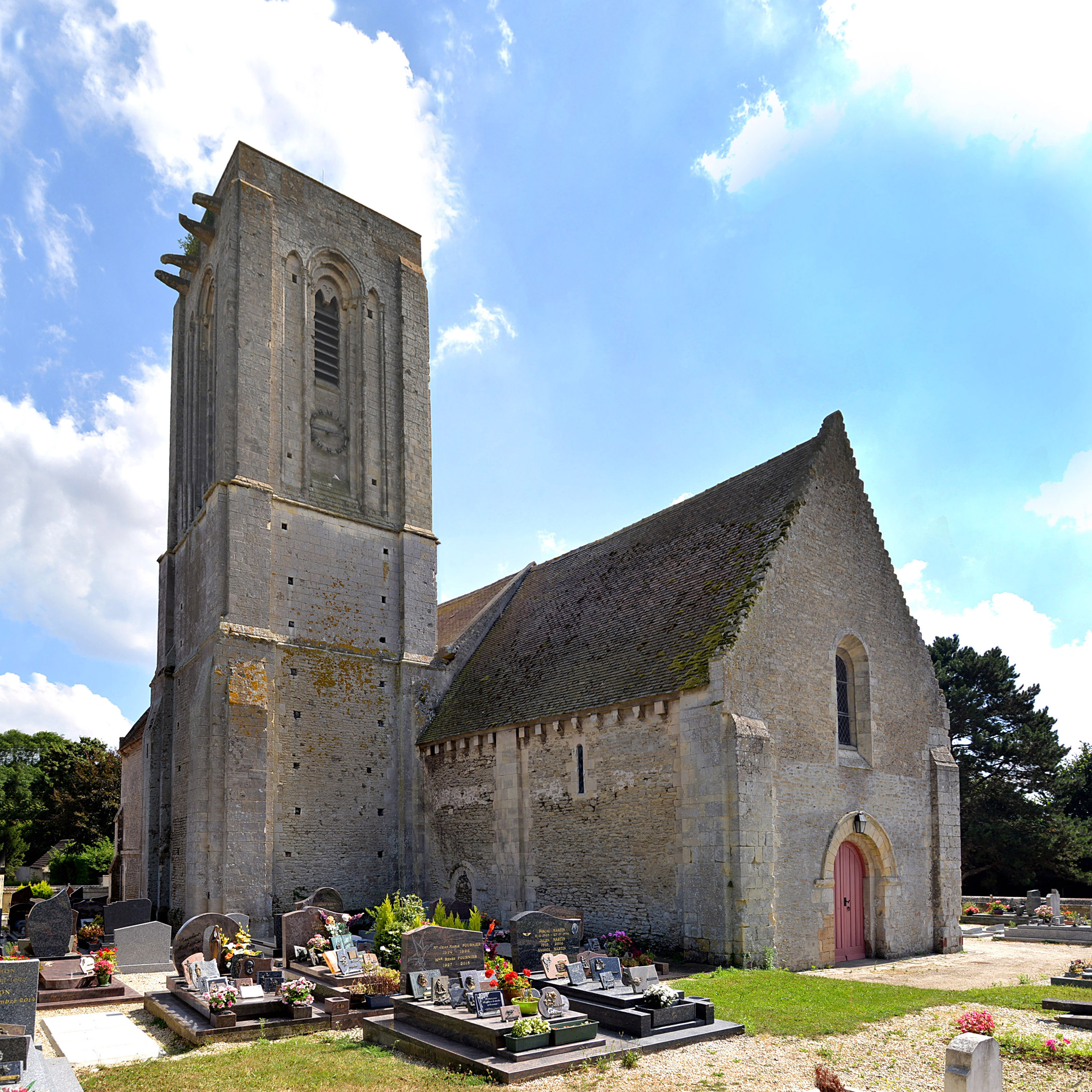
L'église de Cuverville.
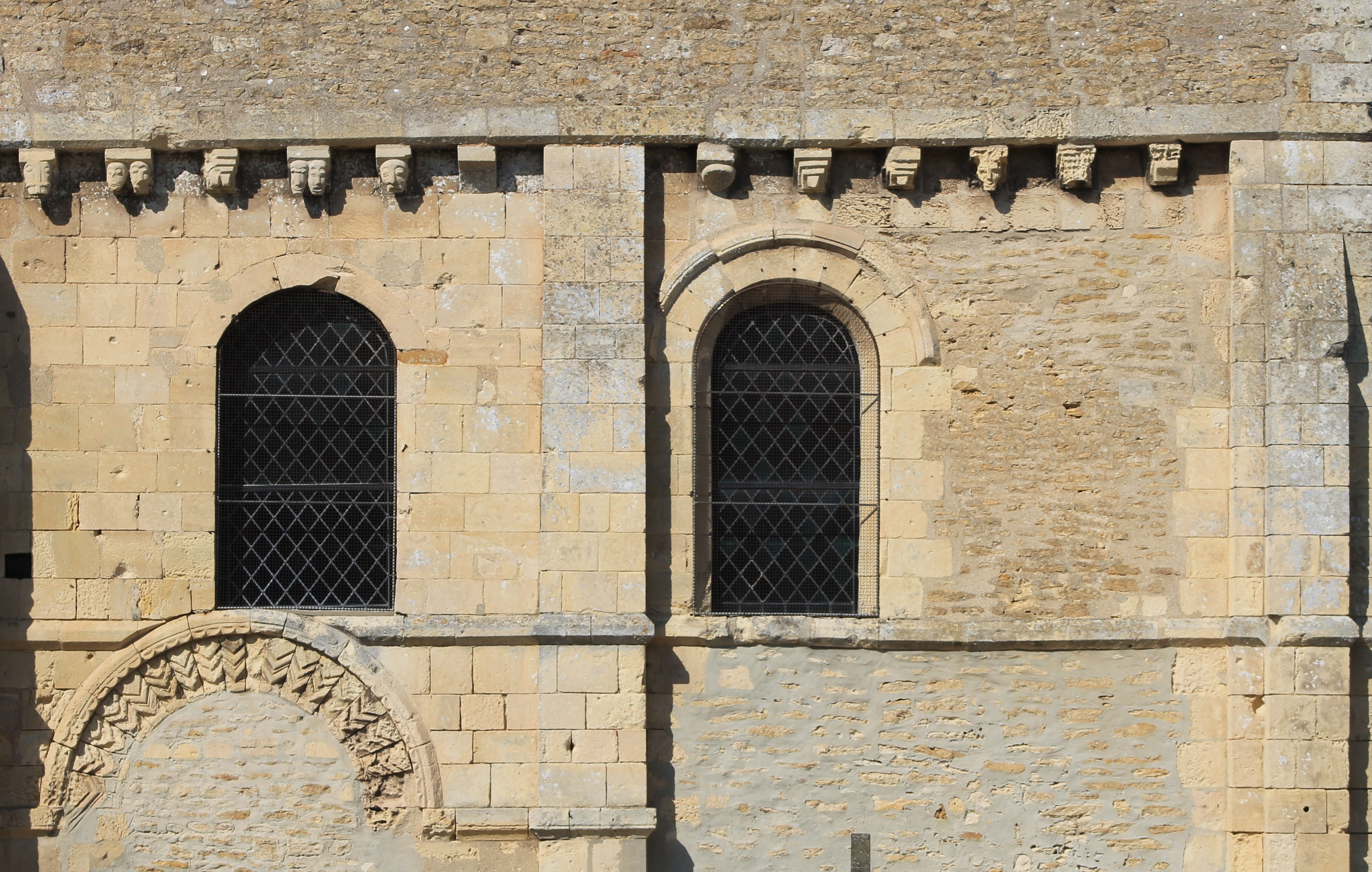
La façade méridionale de l'église Notre-Dame.
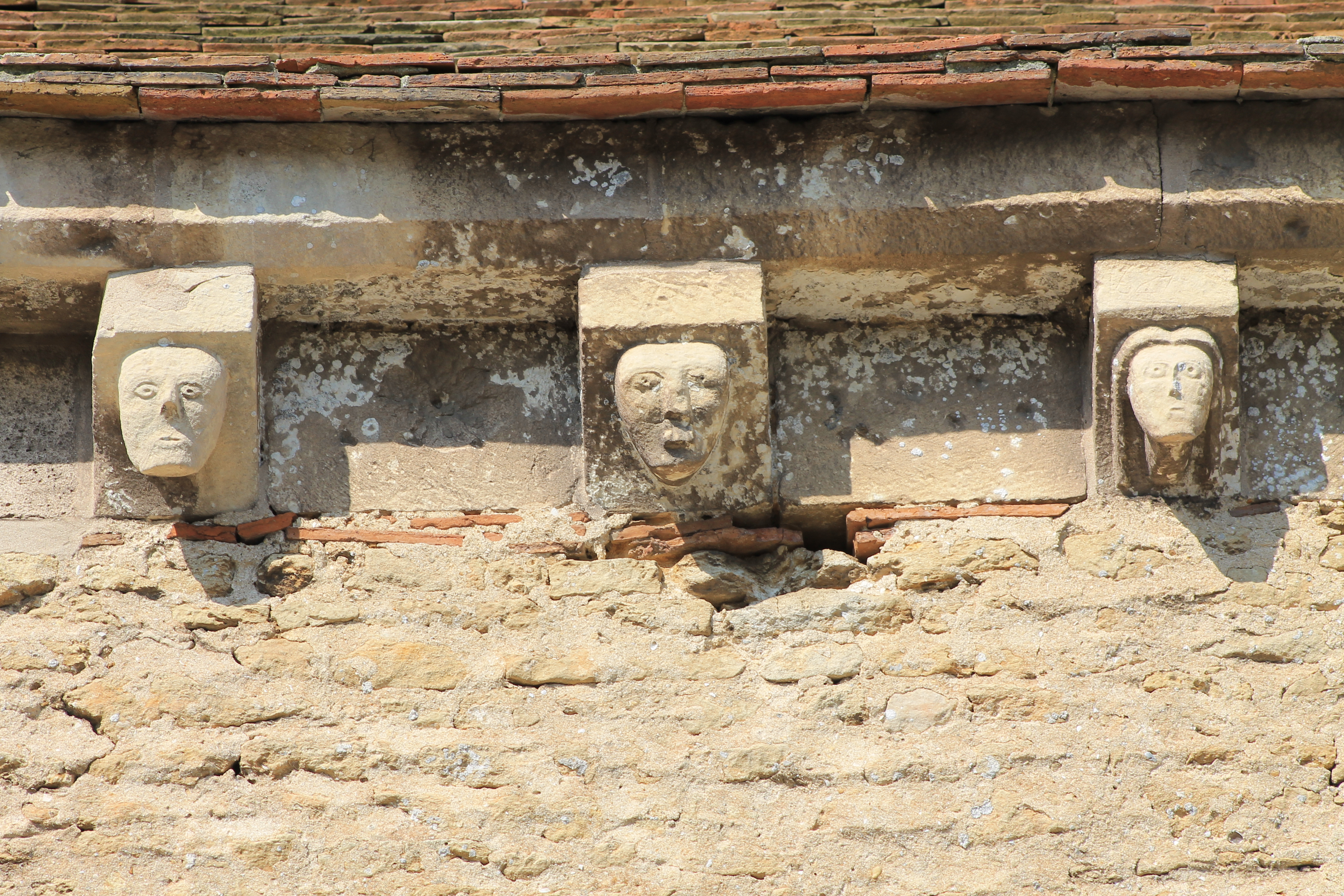
Modillons de la nef.

## Activité et manifestations

### Jumelages
- Wesendorf (Allemagne) depuis 1987.
- Páka (Hongrie) depuis 2012.

### Sports
L'association Sports et Loisirs de Cuverville fait évoluer deux équipes de football en divisions de district.

## Héraldique
| Blason de Cuverville (Calvados) | Blason  | Tiercé en barre, les lignes de partition haussées à dextre et abaissées à senestre : au 1er de gueules à l'enclume d'argent, au 2e d'argent à la partie supérieure de l'église du lieu au trait, au 3e de sinople aux deux épis feuillés d'or empoignés posés en barre. |
| Blason de Cuverville (Calvados) | Détails | |